# Caroline Wichern
Caroline Wichern   (Hamburg, 13 de setembre de 1836 - Horn, 19 de març de 1906) fou una compositora alemanya.
Fou deixeble d'Haffner i Graedener, el 1858 cantà a Hamburg els solos per a soprano de la Passió segons sant Mateu, de Bach, i després estudià composició amb Weitzman a Berlín.
Durant vint anys dirigí una institució coral de la seva vila nadiua i més tard es desplaçà a Manchester, on per espai de quinze anys fou professora de cant. Posteriorment residí a Hamburg, on el 1900 dirigí una audició de les seves composicions per a orquestra.
Entre la seva producció es compten diverses col·leccions de lieder; cants per a quatre veus de dona; peces per a piano; cants escolars, i melodies populars gal·leses arranjades per a piano, i per a piano i violí.